# Giovanni Poleni
Giovanni Poleni, född 23 augusti 1685 i Venedig, Italien, död 15 november 1761 i Padua, var en italiensk matematiker, fysiker och ingenjör. År 1740 grundade han det första laboratoriet för fysik på ett italienskt universitet (i Padua).

## Biografi
Poleni var son till Marquess Jacopo Poleni och studerade klassiker, filosofi, teologi, matematik och fysik vid Padri Somaschis skola i Venedig. Han utnämndes vid 25 års ålder till professor i astronomi vid universitetet i Padua. År 1715 tillträdde han lärostolen för fysiken och 1719 efterträdde han Nikolaj II Bernoulli som professor i matematik. Som expert på hydroteknik fick han uppdrag av den venetianska senaten med att ta hand om vattnet i nedre Lombardiet och med de konstruktioner som krävs för att förhindra översvämningar. Han kallades också upprepade gånger in för att avgöra tvister mellan suveräna stater avgränsade av vattenvägar.
År 1710 valdes han till ledamot av Royal Society, År 1739 gjorde den franska vetenskapsakademin honom till medlem och senare gjorde akademierna i Berlin och Sankt Petersburg detsamma. Staden Padua valde honom till domare, och efter hans död restes hans staty, skapad av Canova. Venedig hedrade honom också genom att prägla en medalj.

## Vetenskapligt arbete
Poleni var först med att bygga en kalkylator som använde en tandhjulskonstruktion. Tillverkad av trä, hans beräkningsklocka byggdes 1709,  förstörde han den efter att han hört att Antonius Braun hade fått 10 000 Gulden för att ha dedikerat en tandhjulsmaskin av egen konstruktion till kejsaren Karl VI av Wien. Poleni beskrev sin maskin i sin Miscellanea 1709, men den beskrevs också av Jacob Leupold i hans Theatrum Machinarum Generale ("Allmän teori om maskiner") som publicerades 1727. År 1729 byggde han också en ritanordning som gjorde det möjligt att rita logaritmiska funktioner.
Polenis observationer om effekterna av fallande vikter (liknande Willems Gravesande's) ledde till en kontrovers med Samuel Clarke och andra Newtonanhängare som blev en del av den så kallade "vis viva-tvisten" i den klassiska mekanikens historia.
Hans kunskap om arkitektur fick påven Benedictus XIV att kalla honom till Rom 1748 för att undersöka kupolen i Peterskyrkan, som börjat att snabbt försvagas. Som en del av den strukturella undersökningen av kupolen använde han en korrekt belastad hängande kedja för att bestämma dess profilform och kunde av detta omgående ange de nödvändiga reparationerna. Han skrev också ett antal antikvariska avhandlingar. 

## Publikationer (urval)

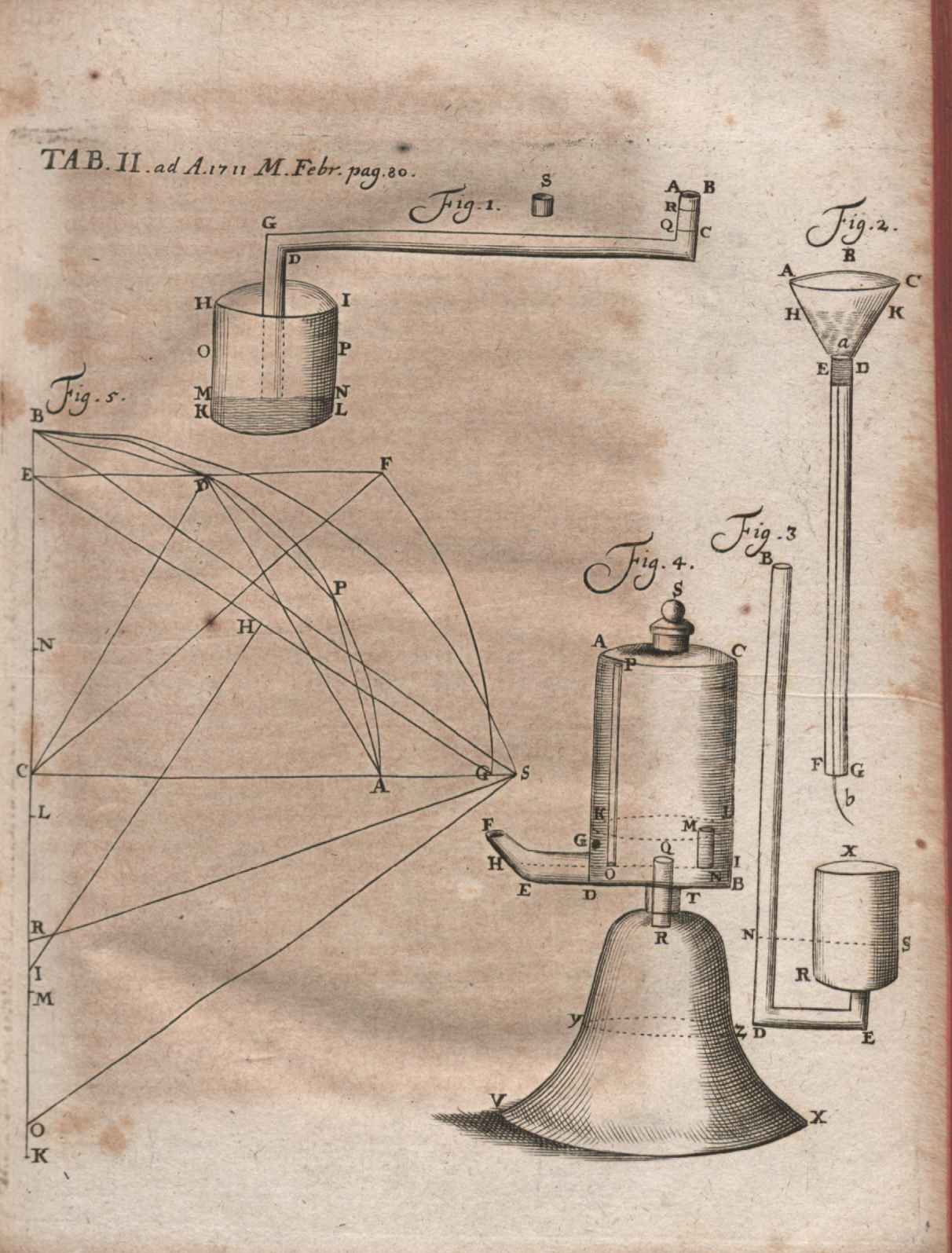
Illustration av kritik av Miscellanea... publicerad i Acta Eruditorum, 1711

- (på latin) Architecturae navalis principia. Padova: Tipografia del Seminario. 1700. https://gutenberg.beic.it/webclient/DeliveryManager?pid=4663702.
- (på latin) Dissertatio de barometris et thermometris. Venezia: Alvise Pavini. 1709. https://gutenberg.beic.it/webclient/DeliveryManager?pid=2055432.
- Miscellanea (dissertations on physics), Venice, 1709;
- (på latin) De vorticibus coelestibus dialogus. Padova: Giovanni Battista Conzatti. 1712. https://gutenberg.beic.it/webclient/DeliveryManager?pid=4650474.
- (på latin) Observatio solaris eclipsis habita Patavii 5. Nonas Maias 1715. Padova: Giovanni Battista Jean Victor PonceletConzatti. 1715. https://gutenberg.beic.it/webclient/DeliveryManager?pid=4651016.

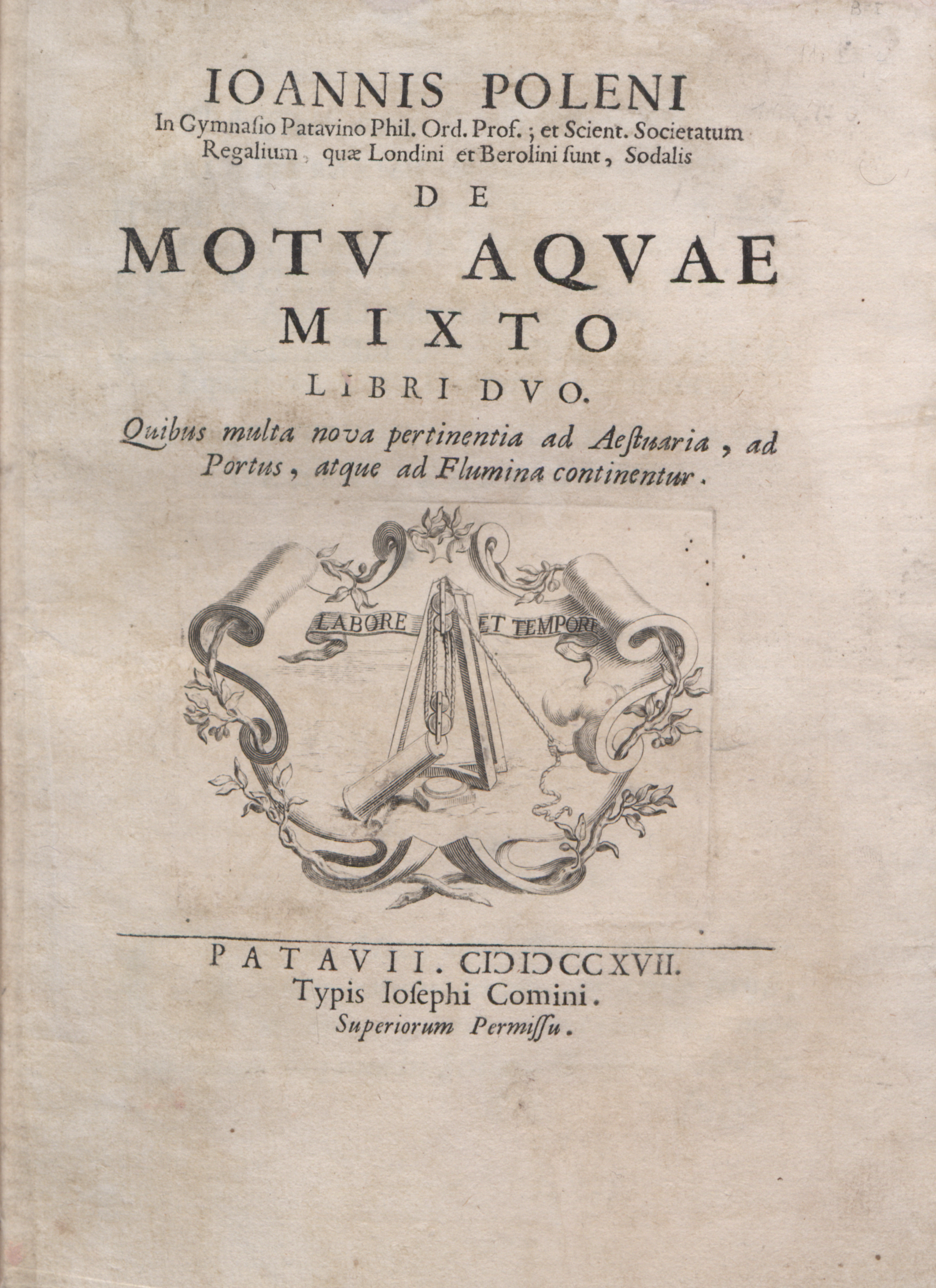
De motu aquae (1717)

- (på latin) De physices in rebus mathematicis utilitate praelectio. Padova: Giovanni Battista Conzatti. 1716. https://gutenberg.beic.it/webclient/DeliveryManager?pid=4651018.
- Ioannis Poleni ... De motu aquae mixto libri duo. Quibus multa nova pertinentia ad aestuaria, ad portus, atque ad flumina continentur. Patavii: typis Iosephi Comini. 1717. https://gutenberg.beic.it/webclient/DeliveryManager?pid=2055645.
- Ioannis Poleni ... De castellis per quae derivantur fluviorum aquae habentibus latera convergentia liber. Quo etiam continentur nova experimenta ad aquas fluentes, & ad percussionis vires pertinentia ...¦. Patavii: typis Iosephi Comini. 1718. https://gutenberg.beic.it/webclient/DeliveryManager?pid=2045611.
- De castellis per quæ derivantur fluviorum latera convergentia, Padua, 1720;
- (på latin) Mercurius in Sole visus. Padova. 1723. https://gutenberg.beic.it/webclient/DeliveryManager?pid=4650977.
- (på latin) Epistolae duae. Padova. 1724. https://gutenberg.beic.it/webclient/DeliveryManager?pid=8734475.
- De la meilleure maniere de mesurer sur mer le chemin d'un vaisseau, independemment des observations astronomiques. ... par m. le marquis Poleni. A Paris: de l' Imprimerie royale. 1734. https://gutenberg.beic.it/webclient/DeliveryManager?pid=144474.
- Exercitationes Vitruvianæ Venice, 1739;
- (på latin) Institutionum philosophiae mechanicae experimentalis specimen. Padova: Tipografia del Seminario. 1741. https://gutenberg.beic.it/webclient/DeliveryManager?pid=1374558.
- Il tempio di Diana di Efeso (The Temple of Diana at Ephesus); Venice, 1742.
- (på latin) Partis mathematica doctrinae motus animalium. Padova: Tipografia del Seminario. 1743. https://gutenberg.beic.it/webclient/DeliveryManager?pid=4651390.
- (på latin) Doctrina architecturae militaris nec non architecturae civilis. Padova: Tipografia del Seminario. 1756. https://gutenberg.beic.it/webclient/DeliveryManager?pid=4651338.
- (på latin) De re navali. Padova: Tipografia del Seminario. 1757. https://gutenberg.beic.it/webclient/DeliveryManager?pid=4651024.

## Utmärkelser och hedersbetygelser
- Fellow of the Royal Society,  30 november 1710[8]

[Redigera Wikidata]